# Fontanès (Hérault)
Fontanès is een gemeente in het Franse departement Hérault (regio Occitanie) en telt 202 inwoners (1999). De gemeente werd op 1 januari 2017 overgeheveld van het arrondissement Montpellier naar het arrondissement Lodève.

## Geografie
De oppervlakte van Fontanès bedraagt 8,1 km², de bevolkingsdichtheid is 24,9 inwoners per km².
De onderstaande kaart toont de ligging van Fontanès (Hérault) met de belangrijkste infrastructuur en aangrenzende gemeenten.

## Demografie
Onderstaande figuur toont het verloop van het inwonertal (bron: INSEE-tellingen).

1. ↑  Populations de référence 2022.